# Казначейство Австралии
Казначейство Австралии осуществляет бюджетную политику.

## История
Казначейство Содружества Наций было создано в Мельбурне в январе 1901 года с целью развития системы налогообложения, земельного налога и налога на прибыль, а также экономической политики.

## Структура

### Группы
- Эффективные государственные расходы и налоговые меры

Казначейство предоставляет консультации по вопросам бюджетной политики, проблемам, тенденциям доходов Содружества Наций и основным налоговым и финансовым агрегатам, по вопросам основной программы расходов, налоговой политики, пенсионного дохода, финансовой политике и актуарным услугам.
- Разумная макроэкономическая среда

Казначейство контролирует и оценивает экономические условия и перспективы, как в Австралии, так и за рубежом, а также предоставляет консультации по вопросам разработки и осуществления эффективной макроэкономической политики.
- Развитые рынки

Казначейство предоставляет консультации по вопросам политических процессов и реформ, которые способствуют обеспечению финансовой системы и эффективной корпоративной практики, устранению препятствий для конкуренции на рынках товаров и услуг и защите общественных интересов в таких вопросах, как защита прав потребителей и иностранных инвестиций.
- Эффективные механизмы налогообложения и пенсионного дохода

Казначейство предоставляет консультации и оказывает помощь в разработке и осуществлении налоговой политики правительства, пенсионного дохода и законодательства, а также предоставляет информацию о существенных изменениях в прогнозах подоходного налогообложения.